# Филиппинская демократическая партия — Сила народа
Филиппинская демократическая партия — Сила народа (ФДП-Лабан) (филипп. Partido Demokratiko Pilipino–Lakas ng Bayan, PDP–Laban) — политическая партия Филиппин, основанная в 1983 году. Номинально левоцентристская, декларирует демократический социализм и социал-демократию, однако существенно сместилась вправо после установления над ней с 2016 по 2022 год контроля Родриго Дутерте, часто характеризуемого как правого популиста. 

## История
Партия «Филиппинская демократическая партия — Сила народа» (ФДП-Лабан) возникла в результате слияния 6 февраля 1983 года двух партий, оппозиционных авторитарному режиму Фердинанда Маркоса: Филиппинская демократической партии (ФДП) Акулины Пиментеля-мл. и «Сила народа» (Лабан) Бениньо Акино. ФДП-Лабан присоединилась к коалиции Объединённая националистическая демократическая организация (ЮНИДО) на выборах 1986 года, кандидат от которой Корасон Акино стала президентом Филиппин, положив конец диктатуре Маркоса.
В 1988 году внутренние разногласия разорвали ЮНИДО, и некоторые из членов ФДП-Лабан покинули партию и создали партию Борьба демократических филиппинцев (БДФ). В 1990-х и 2000-х годах ФДП-Лабан участвовала в нескольких коалициях во время выборов в законодательные органы, в том числе в коалиции Лакас-Лабан, победившей в 1995 году, в Коалиции силы народа, победившая в 2001 году, в Истинной оппозиции, проигравшей в 2007 году, и в Объединённом националистическом альянсе, проигравшим в 2013 году.
В 2010 году ФДП-Лабан заключила союз с партией Борьба филиппинских масс и выдвинули кандидатом на пост президента Джозефа Эстраду (БФМ) и кандидатом на пост вице-президента Джеджомара Бинэя (ФДП-Лабан); в результате Бинэй был избран вице-президентом. В 2016 году ФДП-Лабан проиграла на выборах в конгресс, но партийный кандидат в президенты Родриго Дутерте победил на президентских выборах. Благодаря соглашениям с другими сторонами, а также многочисленным перебежчикам из Либеральной партии, ФДП-Лабан получила большинство в Палате представителей в 2016 году.

## Идеология
ФДП — Сила народа ищет мирный и демократический образ жизни, характеризующийся «свободой, солидарностью, справедливостью, социальной ответственностью, самостоятельностью, эффективностью и просвещенным национализмом». В качестве пяти руководящих принципов она выдвинула следующие: теизм, подлинный гуманизм, просвещенный национализм, демократический социализм и консультативная и основанная на участии демократия.
Партия выступает за переход к федеральной, полупрезидентской парламентской форме правления от нынешней унитарной президентской системы путём пересмотра действующей Конституции Филиппин 1987 года.